# Вольфартиоз

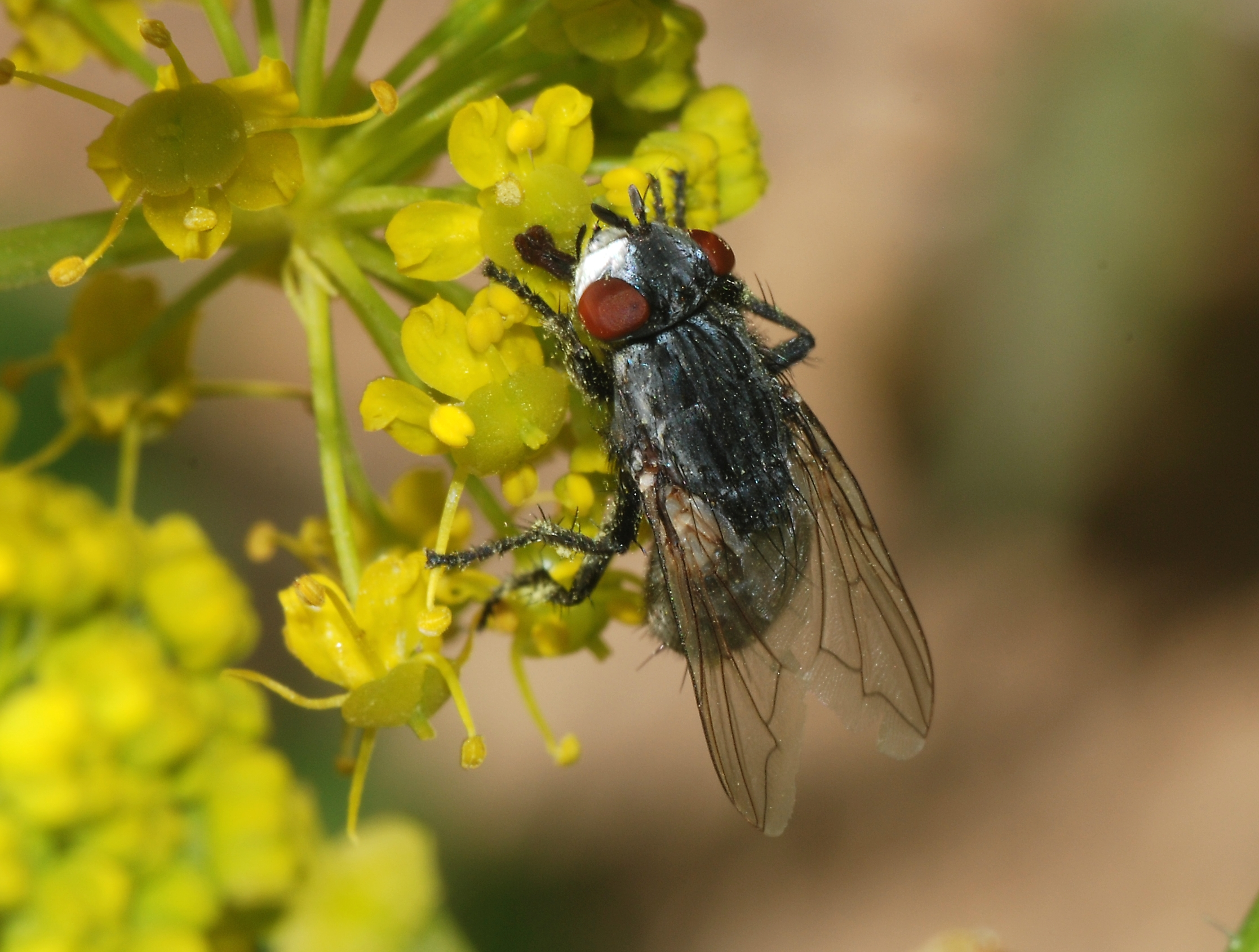
Wohlfahrtia magnifica

Вольфартиоз (лат. wohlfahrtiosis) — энтомоз человека и животных, вызываемый личинками вольфартовой мухи при развитии её в ранах, мацерированной коже или на слизистых оболочках естественных отверстий.

## Этиология
Вольфартова муха (Wohlfahrtia magnifica) — некровососущая, живородящая муха, распространена в умеренном и жарком климате. Тело мухи светло-серого цвета имеет длину 9—14 мм. Взрослые мухи обитают на полях и питаются нектаром растений.
Возбудитель распространён в Южной Европе, Египте, Монголии, Китае, на Кавказе, в Средней Азии, Казахстане, средней и южной зонах РФ.
Самка откладывает до 200 личинок. У личинок первого возраста имеется на головном сегменте 3 изогнутых крючка, у личинок второго и третьего возраста — по 2 крючка. Размер взрослой личинки 14—16 мм. Личинки быстро растут и через пять дней, пройдя две линьки, достигают 1,7 — 2 см, после чего вылезают для окукливания. Окукливание происходит в земле. Вылетающие через 3 недели мухи спариваются и через 10 дней приступают к живорождению личинок. Наиболее интенсивно это происходит в солнечные дни при t 20—30°.
За сезон может быть от 3 до 7 поколений вольфартовых мух, в зависимости от климата.
Кроме этого вида, в тканях людей и животных паразитируют Wohlfahrtia nuba а также североамериканские виды Wohlfahrtia vigil и Wohlfahrtia opaca.

## Патогенез
Вольфартиоз относится к группе так называемых злокачественных миазов. Мухи откладывают личинок главным образом на людях, спящих днем под открытым небом или находящихся в болезненном состоянии.
Самки мух отрождают от 120 до 160 очень подвижных личинок длиной около 1 мм в открытые полости (нос, глаза, уши), на раны и язвы на теле животных, иногда — человека (во время сна под открытым небом). Личинки заползает глубоко в слуховой проход, откуда пробирается в нос, в полость верхней челюсти и лобную пазуху.
В процессе развития, личинки мигрируют, разрушая ткани с помощью пищеварительных ферментов и ротовых крючьев. Личинки выедают живые ткани, разрушают кровеносные сосуды. Ткани воспаляются; в них появляются нагноения, развивается гангрена.
Личинки этих мух у человека живут в ушах (см. Отомиаз), носу (см. Назальный миаз), лобных пазухах, глазах (см. Офтальмомиаз), коже (см. Кожный миаз). Быстро внедрившись в ткани, личинки разрушают их до костей механически и с помощью выделяемых ферментов. Паразитирование личинок сопровождается сильной болью, вызывают некроз тканей и гангренозные процессы. Прокладывая ходы в тканях, личинки не только вызывают болезненные ощущения — поврежденные участки распухают и гноятся, ткани частично отмирают, из носа начинается кровотечение.
У тяжелобольных в коме, личинки могут обуславливать внутрибольничную инфекцию, например, известен случай обнаружения выползающих личинок из рта и трахеальной трубке у больного.
Встречается и паразитирование в полости рта — в дёснах, где личинки разрушают их мягкие части (см. Оральный миаз).
Личинки могут продырявливать стенку глазного яблока и разрушать полностью глаз.
Известны случаи уничтожения личинками кожного покрова головы.
Возникают некрозы и нагноения, происходят обширные разрушения тканей и органов. Описаны случаи полного разрушения личинками глазного яблока, слепоты, глухоты, уничтожения покровов головы, возникновения под их воздействием остеомиелита, энцефалита, тяжёлого поражения женских половых органов (см. Миаз вульвы, мочеполовой миаз). Известны летальные исходы.
Спустя 5-7 дней, личинки выпадают в почву и окукливаются.
После удаления личинок с помощью пинцета патогенные явления проходят.

## Вольфартиоз домашних животных
Часто поражаются овцы.

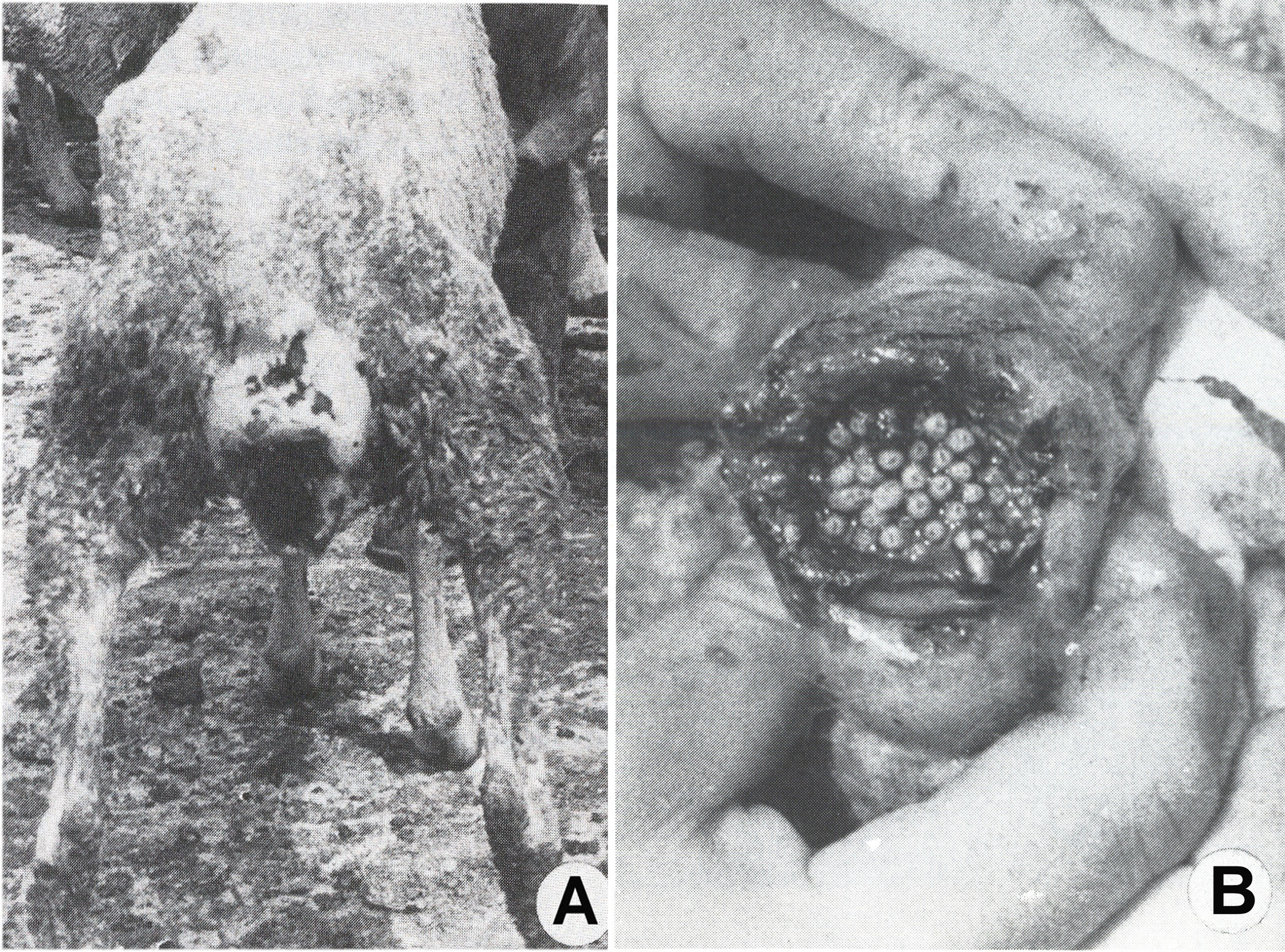
Вольфартиоз овец.

Самки откладывают до 190 личинок в свежие раны, мацерированную кожу или на слизистые оболочки естественных отверстий обычно мелкого рогатого скота или верблюдов. В отдельных ранах скапливаются десятки, сотни, и даже до 1500 личинок, вызывающих сильную боль. Личинки с поверхности раны проникают в подкожную клетчатку, в мышцы, разрушая их до костей и причиняя животным сильную боль. Паразитирующие в тканях личинки разрушают их, вызывая зуд, боль. Животные плохо пасутся, худеют, иногда гибнут.